# Radio Birdman
Radio Birdman — австралийская рок-группа, образовавшаяся в 1974 году в Сиднее и исполнявшая гаражный прото-панк, в котором (согласно Trouser Press) соединились влияния Doors, Stooges, MC5 и Blue Oyster Cult. Radio Birdman, одна из двух первых (наряду с The Saints) групп первой волны австралийского панк-рока, оказали значительное влияние на целое поколение групп австралийской новой волны и развитие местной рок-сцены в целом.

## История группы
Radio Birdman образовали в 1974 году гитарист Дениз Тек (англ. Deniz Tek), прибывший в страну из Анн-Арбора, Мичиган, США, и вокалист (бывший сёрфер) Роб Янгер (англ. Rob Younger), до этого игравшие в сиднейских группах TV Jones и The Rats (соответственно). Как отмечает Allmusic, «Radio Birdman вошли в рок-н-ролл путём, который открыли Stooges и MC5: через апокалиптический гитарный грохот…». К творчеству Stooges, кроме того, имело отношение и само название группы: оно было заимствовано из строки: «Radio birdman from above…» песни «1970».
Историческое значение специалисты придают первому релизу группы, Burn My Eye EP (1976), который стал практически первой панк-пластинкой, выпущенной в Австралии и послужил образцом для целого поколения последователей.
После выхода дебютного альбома Radios Appear (заголовок был также заимствован из текста песни: на этот раз — «Dominance and Submission», Blue Oyster Cult) в 1977 году группа подписала контракт с Sire (где в то время записывались Ramones). Однако, прошло три года, прежде чем появился второй альбом Living Eyes: группа, оставшаяся к этому времени далеко за спинами конкурентов, сразу же после выхода альбома распалась. За пределами Австралии альбом так и не вышел. Так Radio Birdman, которым (согласно Allmusic) «…суждено было бы стать величайшим панк-бэндом Австралии, остались в истории всего лишь как почитаемые отцы-основатели».

### После распада
В 1979 году Дениз Тек и Роб Янгер основали The New Race, куда вошли также Рон Эштон (The Stooges) и бывший барабанщик MC5 Деннис Томпсон. После распада и этой группы Тек занялся медициной (став хирургом), а Янгер собрал The New Christs и в качестве продюсера приступил к сотрудничеству с группами второго австралийского панк-поколения, находившихся под влиянием Radio Birdman, в частности, The Celibate Rifles. Остальные участники Radio Birdman рассеялись по трём коллективам: Lime Spiders, Hoodoo Gurus и Screaming Tribesmen.
Интерес к Radio Birdman резко возрос вновь в 2001 году после выхода компиляции The Essential Radio Birdman: 1974—1978, на Sub Pop. За ней последовал концертный альбом Murder City Nights: Live (2003) и новый студийный релиз группы обновленного состава, Zeno Beach (2006).

## Дискография

### Альбомы
- Burn My Eye EP (1976)
- Radios Appear LP (1977)
- Death by the Gun EP (бутлег)1978
- Living Eyes LP (1981)
- Alone in the Endzone (1981)
- Ring Of Truth EP (бутлег)1988
- Zeno Beach CD (2006)[3]

### Концертные альбомы
- More Fun! EP (1988)
- Ready to Burn CD (1996)
- Ritualism CD (1996)
- Radios On! Ritualism — The Reunion 1996 LP (бутлег, 1997)
- Murder City Nights CD (бутлег, 1976)
- Surfin' at 2JJJ EP (бутлег, 1976)

### Сборники
- Eureka Birdman EP (бутлег, 1977)
- Rock’n’Roll War 1976—1978 LP (бутлег, 1978)
- Soldiers of Rock’n’Roll: An Audio Documentary of Radio Birdman CD (1982)
- Under the Ashes CD/LP (1988)
- Live in Sydney, 1976 — Double Jay Studio CD (1990)
- The EPs CD (1992)
- Rock’n’Roll War 1976—1978 LP (бутлег, 1998)
- The Essential Radio Birdman CD (2001)
- Living Eyes/More Fun CD (2005)